# Brailsdys
Der Brailsdys bei Lille Rise, im Süden der dänischen Insel Ærø war ein Ost-West orientierter Langdysse von 21,0 bis 26,0 m Länge und 9,0 bis 10,0 m Breite mit Spuren von Randsteinen. Auf dem Grat zwischen Lille Rise und Stokkeby befanden sich weitere Grabhügel, die schwer erkennbar sind, weil ihre Steine verwendet wurden, um den Pier im Hafen von Marstal zu bauen.
In der Hügelmitte befand sich ein Doppelganggrab (dänisch Dobbelt- oder Tvillingejættestuen). Es stammte aus der Jungsteinzeit, etwa 3500–2800 v. Chr. und war eine Megalithanlage der Trichterbecherkultur (TBK). Doppelganggräber findet man in 57 Beispielen auf Seeland. Die Kammern hatten einen rechteckigen Grundriss und zwei gemeinsame Trennsteine; in der Mitte ihrer Südseiten befanden sich die Gangöffnungen. 

## Ostkammer
Die 6,6 m lange und 2,1 m breite Ostkammer war aus 14 Tragsteinen gebaut. Der aus drei Tragsteinen bestehende Gang war 3,0 m lang und 0,75 bis 0,9 m breit. Er hatte einen Schwellenstein. 

### Funde
29 Abschläge, 25 Pfeilspitzen, 18 Spaltwerkzeuge, 15 Bernsteinperlen, vier Äxte ungleichen Typs oder deren Fragmente, zwei Feuersteine, ein Schaber und die Scherben von mehr als 20 Keramik- oder Steingefäßen.

## Westkammer
Die 5,5 m lange und 2,0 bis 2,1 m breite Westkammer bestand aus 10 Tragsteinen. Der aus drei Tragsteinpaaren bestehende Gang war 3,0 m lang und 0,75 bis 1,1 m breit. Zwischen seinen Seitensteinen wurde Trockenmauerwerk und Reste von Schwellensteinen verzeichnet.

### Funde
10 Pfeilspitzen, sechs Bernsteinperlen und verschiedene kleinere Spalt- und Schneidewerkzeuge. Die Keramikscherben gehören zu vier Trichterbechern, vier Schultergefäßen drei Schalen und zwei Schüsseln. 
An der Südseite des Hügels befand sich ein großes Pflaster, in dem verschiedene kleinere Werkzeuge sowie eine keramische Opferschicht mit Schalen und Schultergefäßscherben gefunden wurde. 
In der Nähe liegen der Langdysse Grydehøj und der Lindsbjerg Dysse.